# Berliner Landespokal 1980/81
Der Paul-Rusch-Pokal 1980/81 war die 55. Austragung des Berliner Landespokals der Männer im Amateurfußball, der vom VBB zwischen 1950/51 und 1990/91 nur auf dem Gebiet von West-Berlin durchgeführt wurde. Im Endspiel am 8. Juni 1981 kam es zur Neuauflage des Finales von 1979 zwischen dem BFC Preussen und den Reinickendorfer Füchsen. Wie vor zwei Jahren sicherte sich Preussen den Pokal und machte den Titel-Hattrick perfekt. Die beiden Finalisten qualifizierte sich für den DFB-Pokal 1981/82.

## Kalender
Die Spiele des diesjährigen Berliner Landespokal wurden an folgenden Terminen ausgetragen:
| Runde         | Datum                              | Spiele  | Vereine   |
| ------------- | ---------------------------------- | ------- | --------- |
| 1. Hauptrunde | 3. – 17. August 1980               | 58 + 20 | 122 → 640 |
| 2. Hauptrunde | 12. November – 18. Dezember 1980   | 32 + 10 | 64 → 32   |
| 3. Hauptrunde | 21. Dezember 1980 – 4. Januar 1981 | 16 + 10 | 32 → 16   |
| Achtelfinale  | 28. Februar – 22. März 1981        | 8 + 1   | 16 → 80   |
| Viertelfinale | 29. April – 6. Mai 1981            | 4 + 2   | 8 → 4     |
| Halbfinale    | 13. Mai 1981                       | 2       | 4 → 2     |
| Finale        | 8. Juni 1981                       | 1       | 2 → 1     |

## Teilnehmende Mannschaften
Am Berliner Landespokal 1980/81 nahmen bis auf Kreisliga C Neuling FC Internationale Berlin alle weiteren 122 West-Berliner Mannschaften von der Oberliga Berlin bis zur Kreisliga C teil.
Die Mannschaften gliederten sich für den Berliner Landespokal wie folgt nach Ligaebene auf (In Klammern ist die Ligaebene angegeben, in der der Verein spielt):
| Oberliga Berlin 16 Vertreter der Saison 1980/81 | Landesliga 16 Vertreter der Saison 1980/81 | Kreisliga A 1. Abteilung 16 Vertreter der Saison 1980/81 | Kreisliga A 2. Abteilung 16 Vertreter der Saison 1980/81 |
| - BFC Preussen (OL) - Lichterfelder SU (OL) - Wacker 04 Berlin (OL) - Hertha BSC Amateure (OL) - Hertha 03 Zehlendorf (OL) - BFC Viktoria 1889 (OL) - SC Union 06 Berlin (OL) - Spandauer BC 06 (OL) - Spandauer SV (OL) - Rapide Wedding (OL) - Reinickendorfer Füchse (OL) - Traber FC Mariendorf (OL) - Blau-Weiß 90 Berlin (OL) - SC Westend 1901 (OL) - Neuköllner Sportfreunde (OL) - SC Gatow (OL) | - Tennis Borussia Berlin Amateure (LL) - FV Brandenburg/Lichterfelde (LL) - TuS Makkabi Berlin (LL) - NFC Rot-Weiß Berlin (LL) - 1. FC Neukölln (LL) - Tasmania Berlin (LL) - 1. FC Lübars (LL) - SC Staaken (LL) - Berliner SV 1892 (LL) - Preußen Wilmersdorf (LL) - SC Tegel (LL) - Polizei SV Berlin (LL) - FC Tiergarten 1958 (LL) - SC Charlottenburg (LL) - FC Phönix 1956 (LL) - Frohnauer SC (LL) | - SpVgg Hellas-Nordwest 04 (KLA) - BSC Rehberge 1945 (KLA) - DJK Roland-Borsigwalde (KLA) - BFC Südring (KLA) - CFC Hertha 06 (KLA) - Wilmersdorfer SC (KLA) - TSV Rudow (KLA) - FSV Hansa 07 Berlin (KLA) - BSV Normannia 08 (KLA) - BFC Olympia 1953 (KLA) - SC Siemensstadt (KLA) - BFC Meteor 06 (KLA) - Berliner Sport-Club (KLA) - SC Teutonia Spandau (KLA) - FSV Spandauer Kickers (KLA) - Mariendorfer BC 06 (KLA) | - VfB Neukölln (KLA) - Alemannia 06 Haselhorst (KLA) - Lichtenrader BC 25 (KLA) - FC Stern Marienfelde (KLA) - 1. FC Wacker Lankwitz (KLA) - SV Nord-Nordstern (KLA) - Concordia Wittenau (KLA) - Schwarz-Weiß Spandau (KLA) - SV Blau-Weiß Spandau (KLA) - NSC Cimbria 1900 (KLA) - SV Norden-Nordwest (KLA) - BSC Eintracht/Südring 1931 (KLA) - ASV Berlin (KLA) - Minerva 93 Berlin (KLA) - BFC Alemannia 90 (KLA) - BSC Kickers 1900 (KLA) |
| Kreisliga B Saison 1980/81 | Kreisliga B Saison 1980/81 | Kreisliga C Saison 1980/81 | Kreisliga C Saison 1980/81 |
| 32 Vertreter der zwei Abteilungen (KLB) | 32 Vertreter der zwei Abteilungen (KLB) | 26 Vertreter der zwei Abteilungen (KLC) | 26 Vertreter der zwei Abteilungen (KLC) |
| Ligaebene in Klammern: • OL = Oberliga • LL = Landesliga • KLA = Kreisliga A • KLB = Kreisliga B • KLC = Kreisliga C | | | |

## Spielmodus
Der Berliner Landespokal 1980/81 wurde im K.-o.-System ausgetragen. Es wurde zunächst versucht, in 90 Minuten einen Gewinner auszuspielen. Stand es danach unentschieden, kam es wie in anderen Pokalwettbewerben zu einer Verlängerung von 2 × 15 Minuten. War danach immer noch kein Sieger gefunden, wurde ein Wiederholungsspiel mit getauschtem Heimrecht angesetzt. Erst wenn es auch im Wiederholungsspiel nach Verlängerung unentschieden stand, wurde dieses im Elfmeterschießen nach dem bekannten Muster entschieden.

## Turnierbaum
|  | Achtelfinale | Achtelfinale               | Achtelfinale |                         |                        | Viertelfinale | Viertelfinale | Viertelfinale |  |  | Halbfinale | Halbfinale | Halbfinale |  |  | Finale | Finale | Finale |
|  |              |                            |              |                         |                        |               |               |               |  |  |            |            |            |  |  |        |        |        |
|  | KLA          | CFC Hertha 06              | 1            |                         |                        |               |               |               |  |  |            |            |            |  |  |        |        |        |
|  | LL           | SC Charlottenburg          | 2            |                         |                        |               |               |               |  |  |            |            |            |  |  |        |        |        |
|  | LL           | SC Charlottenburg          | 2            | LL                      | SC Charlottenburg      | 2 / 1         |               |               |  |  |            |            |            |  |  |        |        |        |
|  |              |                            |              | LL                      | SC Charlottenburg      | 2 / 1         |               |               |  |  |            |            |            |  |  |        |        |        |
|  |              |                            | OL           | Reinickendorfer Füchse  | 2 / 5                  |               |               |               |  |  |            |            |            |  |  |        |        |        |
|  | OL           | Reinickendorfer Füchse     | OL           | Reinickendorfer Füchse  | 2 / 5                  | 2             |               |               |  |  |            |            |            |  |  |        |        |        |
|  | OL           | Reinickendorfer Füchse     |              |                         |                        | 2             |               |               |  |  |            |            |            |  |  |        |        |        |
|  | LL           | Tennis Borussia Berlin Am. | 1            |                         |                        |               |               |               |  |  |            |            |            |  |  |        |        |        |
|  | LL           | Tennis Borussia Berlin Am. | 1            | OL                      | Reinickendorfer Füchse | 2             |               |               |  |  |            |            |            |  |  |        |        |        |
|  |              |                            |              | OL                      | Reinickendorfer Füchse | 2             |               |               |  |  |            |            |            |  |  |        |        |        |
|  |              | OL                         | Spandauer SV | 1                       |                        |               |               |               |  |  |            |            |            |  |  |        |        |        |
|  | OL           | OL                         | Spandauer SV | 1                       | SC Westend 1901        | 2             |               |               |  |  |            |            |            |  |  |        |        |        |
|  | OL           |                            |              |                         | SC Westend 1901        | 2             |               |               |  |  |            |            |            |  |  |        |        |        |
|  | LL           | Berliner SV 1892           | 0            |                         |                        |               |               |               |  |  |            |            |            |  |  |        |        |        |
|  | LL           | Berliner SV 1892           | 0            | OL                      | SC Westend 1901        | 1 / 1         |               |               |  |  |            |            |            |  |  |        |        |        |
|  |              |                            |              | OL                      | SC Westend 1901        | 1 / 1         |               |               |  |  |            |            |            |  |  |        |        |        |
|  |              |                            | OL           | Spandauer SV            | 1 / 2                  |               |               |               |  |  |            |            |            |  |  |        |        |        |
|  | KLA          | BSV Normannia 08           | OL           | Spandauer SV            | 1 / 2                  | 0             |               |               |  |  |            |            |            |  |  |        |        |        |
|  | KLA          | BSV Normannia 08           |              |                         |                        |               |               |               |  |  |            |            |            |  |  |        |        |        |
|  | OL           | Spandauer SV               | 2            |                         |                        |               |               |               |  |  |            |            |            |  |  |        |        |        |
|  | OL           | Spandauer SV               | 2            | OL                      | Reinickendorfer Füchse | 1             |               |               |  |  |            |            |            |  |  |        |        |        |
|  |              |                            |              |                         |                        |               |               |               |  |  |            |            |            |  |  |        |        |        |
|  |              | OL                         | BFC Preussen | 2                       |                        |               |               |               |  |  |            |            |            |  |  |        |        |        |
|  | LL           | OL                         | BFC Preussen | 2                       | Tasmania Berlin        | 2 / 3         |               |               |  |  |            |            |            |  |  |        |        |        |
|  | LL           |                            |              |                         | Tasmania Berlin        | 2 / 3         |               |               |  |  |            |            |            |  |  |        |        |        |
|  | LL           | Preußen Wilmersdorf 1      | 2 / 3        |                         |                        |               |               |               |  |  |            |            |            |  |  |        |        |        |
|  | LL           | Preußen Wilmersdorf 1      | 2 / 3        | LL                      | Preußen Wilmersdorf    | 2             |               |               |  |  |            |            |            |  |  |        |        |        |
|  |              |                            |              | LL                      | Preußen Wilmersdorf    | 2             |               |               |  |  |            |            |            |  |  |        |        |        |
|  |              |                            | OL           | BFC Preussen            | 5                      |               |               |               |  |  |            |            |            |  |  |        |        |        |
|  | KLB          | SSC Südwest 1947           | OL           | BFC Preussen            | 5                      | 1             |               |               |  |  |            |            |            |  |  |        |        |        |
|  | KLB          | SSC Südwest 1947           |              |                         |                        | 1             |               |               |  |  |            |            |            |  |  |        |        |        |
|  | OL           | BFC Preussen               | 7            |                         |                        |               |               |               |  |  |            |            |            |  |  |        |        |        |
|  | OL           | BFC Preussen               | 7            | OL                      | BFC Preussen           | 3             |               |               |  |  |            |            |            |  |  |        |        |        |
|  |              |                            |              | OL                      | BFC Preussen           | 3             |               |               |  |  |            |            |            |  |  |        |        |        |
|  |              | OL                         | SC Gatow     | 1                       |                        |               |               |               |  |  |            |            |            |  |  |        |        |        |
|  | KLA          | OL                         | SC Gatow     | 1                       | Wilmersdorfer SC       | 1             |               |               |  |  |            |            |            |  |  |        |        |        |
|  | KLA          |                            |              |                         |                        |               |               |               |  |  |            |            |            |  |  |        |        |        |
|  | OL           | SC Gatow                   | 3            |                         |                        |               |               |               |  |  |            |            |            |  |  |        |        |        |
|  | OL           | SC Gatow                   | 3            | OL                      | SC Gatow               | 4             |               |               |  |  |            |            |            |  |  |        |        |        |
|  |              |                            |              | OL                      | SC Gatow               | 4             |               |               |  |  |            |            |            |  |  |        |        |        |
|  |              |                            | OL           | Neuköllner Sportfreunde | 1                      |               |               |               |  |  |            |            |            |  |  |        |        |        |
|  | OL           | Neuköllner Sportfreunde    | OL           | Neuköllner Sportfreunde | 1                      | 5             |               |               |  |  |            |            |            |  |  |        |        |        |
|  | OL           | Neuköllner Sportfreunde    |              |                         |                        |               |               |               |  |  |            |            |            |  |  |        |        |        |
|  | OL           | Lichterfelder SU           | 2            |                         |                        |               |               |               |  |  |            |            |            |  |  |        |        |        |

## Ergebnisse

### 1. Hauptrunde
An der 1. Hauptrunde nahmen alle 122 Mannschaften teil, wobei sechs Mannschaften ein Freilos hatten.
| Datum                |                                  | Ergebnis  |                                    |
| -------------------- | -------------------------------- | --------- | ---------------------------------- |
| So 03.08., 12:20 Uhr | Vatanspor 1976 (KLC)             | :         | SV Stern Britz (KLB)               |
| So 10.08., __:__ Uhr | SC Borsigwalde 1910 (KLB)        | 3:5 n. V. | Berliner TSV 1850 (KLB)            |
| So 10.08., __:__ Uhr | Concordia Wittenau (KLA)         | 2:1 n. V. | SV Norden-Nordwest (KLA)           |
| So 10.08., __:__ Uhr | NSC Cimbria 1900 (KLA)           | 2:1       | BBC Südost (KLC)                   |
| So 10.08., __:__ Uhr | BSC Eintracht/Südring 1931 (KLA) | 5:0       | SpVgg Hellas-Nordwest 04 (KLA)     |
| So 10.08., __:__ Uhr | SV Dresdenia 1924 (KLB)          | 1:2       | ASV Berlin (KLA)                   |
| So 10.08., __:__ Uhr | Minerva 93 Berlin (KLA)          | 3:6       | BSV Normannia 08 (KLA)             |
| So 10.08., __:__ Uhr | FV Wannsee (KLB)                 | 2:0       | FC Karaburan 1975 (KLC)            |
| So 10.08., __:__ Uhr | Post SV Berlin (KLB)             | 0:4       | BFC Meteor 06 (KLA)                |
| So 10.08., __:__ Uhr | Reinickendorfer Füchse (OL)      | 2:0       | SC Union 06 Berlin (OL)            |
| So 10.08., __:__ Uhr | Berliner AK 07 (KLB)             | 2:4       | Berliner Sport-Club (KLA)          |
| So 10.08., __:__ Uhr | Weddinger FC (KLB)               | 3:2       | VfB Hermsdorf (KLC)                |
| So 10.08., __:__ Uhr | Berlin Türkspor (KLB)            | 10:10     | FC Grunewald (KLC)                 |
| So 10.08., __:__ Uhr | Friedenauer TSC (KLB)            | 01:12     | SC Charlottenburg (LL)             |
| So 10.08., __:__ Uhr | SV Corso 1899 / Vineta (KLB)     | 3:0       | Charlottenburger SV 1897 (KLC)     |
| So 10.08., __:__ Uhr | FSV Spandauer Kickers (KLA)      | 1:0       | BFC Alemannia 90 (KLA)             |
| So 10.08., __:__ Uhr | FC Phönix 1956 (LL)              | 2:9       | Preußen Wilmersdorf (LL)           |
| So 10.08., __:__ Uhr | BFC Südring (KLA)                | 1:0       | SV Nord-Nordstern (KLA)            |
| So 10.08., __:__ Uhr | Neuköllner Sportfreunde (OL)     | 7:2       | Schwarz-Weiß Spandau (KLA)         |
| So 10.08., __:__ Uhr | SV Süden 09 (KLC)                | 1:9       | FV Brandenburg/Lichterfelde (LL)   |
| So 10.08., __:__ Uhr | SC Berliner Amateure (KLB)       | 1:7       | Lichterfelder SU (OL)              |
| So 10.08., __:__ Uhr | VfB Britz (KLB)                  | 2:5       | 1. FC Concordia Gropiusstadt (KLB) |
| So 10.08., __:__ Uhr | SC Reinickendorf (KLC)           | 1:0 n. V. | SG Rupenhorn (KLC)                 |
| So 10.08., __:__ Uhr | SV Adler Mariendorf (KLB)        | 3:3 n. V. | DJK Westen 23 (KLC)                |
| So 10.08., __:__ Uhr | Anadoluspor Berlin (KLC)         | 00:0 2    | CFC Hertha 06 (KLA)                |
| So 10.08., __:__ Uhr | Hertha 03 Zehlendorf (OL)        | 6:1       | FC Jugoslawia (KLC)                |
| So 10.08., __:__ Uhr | Lichtenrader BC 25 (KLA)         | 6:4 n. V. | NSC Marathon 02 (KLB)              |
| So 10.08., __:__ Uhr | 1. FC Lübars (LL)                | 7:0       | BSC Comet (KLC)                    |
| So 10.08., __:__ Uhr | RFC Liberta (KLC)                | 0:6       | Mariendorfer BC 06 (KLA)           |
| So 10.08., __:__ Uhr | SC Bratstvo 1971 (KLC)           | 2:3       | VfL Schöneberg (KLB)               |
| So 10.08., __:__ Uhr | Neuköllner SC Sperber (KLC)      | 0:1       | SpVgg DJK Burgund 1922 (KLC)       |
| So 10.08., __:__ Uhr | TSV Rudow (KLA)                  | 2:4       | Traber FC Mariendorf (OL)          |
| So 10.08., __:__ Uhr | Frohnauer SC (LL)                | 4:2       | Spandauer SC 99 (KLB)              |
| So 10.08., __:__ Uhr | BSV Grün-Weiss Neukölln (KLC)    | 2:7       | SC Lankwitz (KLC)                  |
| So 10.08., __:__ Uhr | Tasmania Berlin (LL)             | 5:1       | FC Tiergarten 1958 (LL)            |
| So 10.08., __:__ Uhr | SFC Stern 1900 (KLB)             | 1:0       | SG AMK Berlin (KLB)                |
| So 10.08., __:__ Uhr | Hertha BSC Amateure (OL)         | 6:1       | VfB Neukölln (KLA)                 |
| So 10.08., __:__ Uhr | Wilmersdorfer SC (KLA)           | 4:2       | SC Heiligensee (KLB)               |
| So 10.08., __:__ Uhr | Rapide Wedding (OL)              | 2:0       | SpVgg Berlin 1974 (KLC)            |
| So 10.08., __:__ Uhr | Tennis Borussia Berlin Am. (LL)  | 4:2       | SC Mariendorf (KLB)                |
| So 10.08., __:__ Uhr | SpVgg Schöneberg (KLC)           | 5:3 n. V. | FZC Rudow 1973 (KLC)               |
| So 10.08., __:__ Uhr | SC Siemensstadt (KLA)            | 4:0       | VfB Pankow (KLC)                   |
| So 10.08., __:__ Uhr | 1. FC Wacker Lankwitz (KLA)      | :         | BSC Rehberge 1945 (KLA)            |
| So 10.08., __:__ Uhr | TSV Helgoland 1897 (KLB)         | 0:4       | 1. FC Neukölln (LL)                |
| So 10.08., __:__ Uhr | BFC Germania 1888 (KLB)          | 5:3       | SC Ruhleben (KLB)                  |
| So 10.08., __:__ Uhr | RFC Alt-Holland (KLB)            | 3:2       | Blau-Weiß 90 Berlin (OL)           |
| So 10.08., __:__ Uhr | SV Blau-Weiß Spandau (KLA)       | 0:4       | TuS Makkabi Berlin (LL)            |
| So 10.08., __:__ Uhr | BSC Hota 1921 (KLB)              | 2:1       | NFC Rot-Weiß Berlin (LL)           |
| So 10.08., __:__ Uhr | SSC Südwest 1947 (KLB)           | 4:2       | NSC Südstern 08 (KLB)              |
| So 10.08., __:__ Uhr | FC Stern Marienfelde (KLA)       | 0:4       | Berliner SV 1892 (LL)              |
| So 10.08., __:__ Uhr | SC Union Südost (KLC)            | 0:2       | SC Westend 1901 (OL)               |
| So 10.08., __:__ Uhr | Spandauer SV (OL)                | 4:0       | Alemannia 06 Haselhorst (KLA)      |
| So 10.08., __:__ Uhr | DJK Schwarz-Weiß Neukölln (KLB)  | 0:1       | BSC Kickers 1900 (KLA)             |
| So 10.08., __:__ Uhr | BFC Viktoria 1889 (OL)           | 1:4       | BFC Preussen (OL)                  |
| So 10.08., __:__ Uhr | FC Brandenburg 03 (KLB)          | 3:0       | Kreuzberger Sportfreunde (KLC)     |
| So 17.08., 10:40 Uhr | Spandauer BC 06 (OL)             | 1:3 n. V. | SC Tegel (LL)                      |
| So 17.08., 15:00 Uhr | SC Teutonia Spandau (KLA)        | 0:7       | SC Gatow (OL)                      |
| So 17.08., 15:00 Uhr | BFC Olympia 1953 (KLA)           | 01:0 3    | DJK Roland-Borsigwalde (KLA)       |

Durch ein Freilos zogen der Wacker 04 Berlin, SC Staaken, Sportfreunde Kladow, SC Azur 1951, FSV Hansa 07 Berlin und Polizei SV Berlin direkt in die 2. Hauptrunde ein.

#### Wiederholungsspiele
| Datum                |                     | Ergebnis |                           |
| -------------------- | ------------------- | -------- | ------------------------- |
| So 17.08., 15:00 Uhr | CFC Hertha 06 (KLA) | 9:0      | Anadoluspor Berlin (KLC)  |
| 0                    | DJK Westen 23 (KLC) | :        | SV Adler Mariendorf (KLB) |

### 2. Hauptrunde
An der 2. Hauptrunde nahmen die 64 Sieger der 1. Hauptrunde teil.
| Datum                 |                                  | Ergebnis  |                                    |
| --------------------- | -------------------------------- | --------- | ---------------------------------- |
| Mi .12.11., __:__ Uhr | SV Stern Britz (KLB)             | 1:2       | SSC Südwest 1947 (KLB)             |
| Mi .19.11., 10:40 Uhr | FSV Hansa 07 Berlin (KLA)        | 3:6       | BFC Preussen (OL)                  |
| Mi .19.11., 10:40 Uhr | Wacker 04 Berlin (OL)            | 0:3       | Tennis Borussia Berlin Am. (LL)    |
| Mi .19.11., 10:40 Uhr | Wilmersdorfer SC (KLA)           | 2:1       | SC Staaken (LL)                    |
| Mi .19.11., 10:40 Uhr | FC Brandenburg 03 (KLB)          | 2:4       | SC Lankwitz (KLC)                  |
| Mi .19.11., 10:40 Uhr | Traber FC Mariendorf (OL)        | 0:2       | TuS Makkabi Berlin (LL)            |
| Mi .19.11., 11:20 Uhr | Hertha BSC Amateure (OL)         | 5:2       | Lichtenrader BC 25 (KLA)           |
| Mi .19.11., 13:30 Uhr | Hertha 03 Zehlendorf (OL)        | 4:0       | SC Tegel (LL)                      |
| Mi .19.11., 13:30 Uhr | SpVgg Schöneberg (KLC)           | 1:2       | FV Brandenburg/Lichterfelde (LL)   |
| Mi .19.11., 13:30 Uhr | BFC Olympia 1953 (KLA)           | 2:3 n. V. | Preußen Wilmersdorf (LL)           |
| Mi .19.11., 13:30 Uhr | SC Siemensstadt (KLA)            | 2:0       | FSV Spandauer Kickers (KLA)        |
| Mi .19.11., 13:30 Uhr | Tasmania Berlin (LL)             | 3:0       | Mariendorfer BC 06 (KLA)           |
| Mi .19.11., 13:30 Uhr | SpVgg DJK Burgund 1922 (KLC)     | 0:7       | NSC Cimbria 1900 (KLA)             |
| Mi .19.11., 13:30 Uhr | SC Charlottenburg (LL)           | 4:1       | BSC Hota 1921 (KLB)                |
| Mi .19.11., 13:30 Uhr | Berlin Türkspor (KLB)            | 1:4 n. V. | Spandauer SV (OL)                  |
| Mi .19.11., 13:30 Uhr | BFC Südring (KLA)                | 10:20     | SC Reinickendorf (KLC)             |
| Mi .19.11., 13:30 Uhr | Berliner SV 1892 (LL)            | 9:2       | 1. FC Concordia Gropiusstadt (KLB) |
| Mi .19.11., 13:30 Uhr | SV Corso 1899 / Vineta (KLB)     | 2:2 n. V. | SFC Stern 1900 (KLB)               |
| Mi .19.11., 13:30 Uhr | BSV Normannia 08 (KLA)           | 1:0 n. V. | Rapide Wedding (OL)                |
| Mi .19.11., 13:30 Uhr | 1. FC Lübars (LL)                | 0:1       | BSC Rehberge 1945 (KLA)            |
| Mi .19.11., 13:30 Uhr | SC Azur 1951 (KLC)               | 1:6       | Frohnauer SC (LL)                  |
| Mi .19.11., 13:30 Uhr | SV Adler Mariendorf (KLB)        | 0:2       | Berliner Sport-Club (KLA)          |
| Mi .19.11., 13:30 Uhr | CFC Hertha 06 (KLA)              | 2:1       | RFC Alt-Holland (KLB)              |
| Mi .19.11., 13:30 Uhr | SC Westend 1901 (OL)             | 8:0       | BFC Germania 1888 (KLB)            |
| Mi .19.11., 13:30 Uhr | Weddinger FC (KLB)               | 2:4       | SC Gatow (OL)                      |
| Mi .19.11., 13:30 Uhr | ASV Berlin (KLA)                 | 00:11     | Lichterfelder SU (OL)              |
| Mi .19.11., 13:30 Uhr | BSC Kickers 1900 (KLA)           | 3:2       | Sportfreunde Kladow (KLB)          |
| Mi .19.11., 13:30 Uhr | BSC Eintracht/Südring 1931 (KLA) | 5:0       | Polizei SV Berlin (LL)             |
| Mi .19.11., 13:30 Uhr | 1. FC Neukölln (LL)              | 3:2       | Concordia Wittenau (KLA)           |
| Mi .19.11., 13:30 Uhr | Reinickendorfer Füchse (OL)      | 4:0       | VfL Schöneberg (KLB)               |
| Mi .19.11., 13:30 Uhr | Berliner TSV 1850 (KLB)          | 1:6       | Neuköllner Sportfreunde (OL)       |
| 0                     | BFC Meteor 06 (KLA)              | :         | FV Wannsee (KLB)                   |

#### Wiederholungsspiel
| Datum                |                      | Ergebnis              |                              |
| -------------------- | -------------------- | --------------------- | ---------------------------- |
| Do 18.12., 18:30 Uhr | SFC Stern 1900 (KLB) | 1:1 n. V. (7:8 i. E.) | SV Corso 1899 / Vineta (KLB) |

### 3. Hauptrunde
An der 3. Hauptrunde nahmen die 32 Sieger der 2. Hauptrunde teil.
Die Auslosung wurde am 21. November 1980 vorgenommen.
| Datum                |                              | Ergebnis    |                                  |
| -------------------- | ---------------------------- | ----------- | -------------------------------- |
| So 21.12., 10:40 Uhr | BFC Preussen (OL)            | 5:1         | Hertha BSC Amateure (OL)         |
| So 21.12., 10:40 Uhr | BFC Meteor 06 (KLA)          | 0:5         | Reinickendorfer Füchse (OL)      |
| So 21.12., 10:40 Uhr | Lichterfelder SU (OL)        | 2:0         | FV Brandenburg/Lichterfelde (LL) |
| So 21.12., 13:30 Uhr | Spandauer SV (OL)            | 1:1 n. V. 4 | TuS Makkabi Berlin (LL)          |
| So 21.12., 13:30 Uhr | Tasmania Berlin (LL)         | 5:0         | SC Lankwitz (KLC)                |
| So 21.12., 13:30 Uhr | BSC Kickers 1900 (KLA)       | 1:4         | BSV Normannia 08 (KLA)           |
| So 21.12., 13:30 Uhr | Berliner SV 1892 (LL)        | 5:0         | NSC Cimbria 1900 (KLA)           |
| So 21.12., 13:30 Uhr | Hertha 03 Zehlendorf (OL)    | 2:3 n. V.   | Tennis Borussia Berlin Am. (LL)  |
| So 21.12., 13:30 Uhr | SC Gatow (OL)                | 1:0         | 1. FC Neukölln (LL)              |
| So 21.12., 13:30 Uhr | Neuköllner Sportfreunde (OL) | 2:1         | Frohnauer SC (LL)                |
| So 21.12., 13:30 Uhr | Preußen Wilmersdorf (LL)     | 9:1         | BSC Eintracht/Südring 1931 (KLA) |
| So 21.12., 13:30 Uhr | BFC Südring (KLA)            | 2:5         | Wilmersdorfer SC (KLA)           |
| So 21.12., 13:30 Uhr | SSC Südwest 1947 (KLB)       | 3:0         | BSC Rehberge 1945 (KLA)          |
| So 21.12., 13:30 Uhr | SC Charlottenburg (LL)       | 3:0         | Berliner Sport-Club (KLA)        |
| So 28.12., 13:30 Uhr | SV Corso 1899 / Vineta (KLB) | 00:4 5      | SC Westend 1901 (OL)             |
| So 04.01., 13:30 Uhr | CFC Hertha 06 (KLA)          | 02:1 5      | SC Siemensstadt (KLA)            |

#### Wiederholungsspiel
| Datum                |                   | Ergebnis |                         |
| -------------------- | ----------------- | -------- | ----------------------- |
| So 04.01., 13:30 Uhr | Spandauer SV (OL) | 4:1      | TuS Makkabi Berlin (LL) |

### Achtelfinale
Am Achtelfinale nahmen die 16 Sieger der 3. Hauptrunde teil.
Die Auslosung wurde am 23. Januar 1981 vorgenommen.
| Datum                |                              | Ergebnis  |                                 |
| -------------------- | ---------------------------- | --------- | ------------------------------- |
| Sa 28.02., 14:00 Uhr | SC Westend 1901 (OL)         | 2:0       | Berliner SV 1892 (LL)           |
| So 01.03., 15:00 Uhr | CFC Hertha 06 (KLA)          | 1:2 n. V. | SC Charlottenburg (LL)          |
| So 01.03., 15:00 Uhr | Neuköllner Sportfreunde (OL) | 5:2       | Lichterfelder SU (OL)           |
| So 01.03., 15:00 Uhr | Tasmania Berlin (LL)         | 2:2 n. V. | Preußen Wilmersdorf (LL)        |
| So 01.03., 15:00 Uhr | Reinickendorfer Füchse (OL)  | 2:1       | Tennis Borussia Berlin Am. (LL) |
| So 01.03., 15:00 Uhr | BSV Normannia 08 (KLA)       | 0:2       | Spandauer SV (OL)               |
| So 01.03., 15:00 Uhr | SSC Südwest 1947 (KLB)       | 1:7       | BFC Preussen (OL)               |
| Sa 21.03., __:__ Uhr | Wilmersdorfer SC (KLA)       | 01:3 6    | SC Gatow (OL)                   |

#### Wiederholungsspiel
| Datum                |                          | Ergebnis              |                      |
| -------------------- | ------------------------ | --------------------- | -------------------- |
| So 22.03., __:__ Uhr | Preußen Wilmersdorf (LL) | 3:3 n. V. (5:4 i. E.) | Tasmania Berlin (OL) |

### Viertelfinale
Am Viertelfinale nahmen die acht Sieger aus dem Achtelfinale teil.
Die Auslosung wurde am 13. März 1981 vorgenommen.
| Datum                 |                          | Ergebnis  |                              |
| --------------------- | ------------------------ | --------- | ---------------------------- |
| Mi .29.04., 18:00 Uhr | SC Westend 1901 (OL)     | 1:1 n. V. | Spandauer SV (OL)            |
| Do 30.04., 18:00 Uhr  | Preußen Wilmersdorf (LL) | 2:5       | BFC Preussen (OL)            |
| Do 30.04., 18:00 Uhr  | SC Gatow (OL)            | 4:1       | Neuköllner Sportfreunde (OL) |
| Do 30.04., 18:00 Uhr  | SC Charlottenburg (LL)   | 2:2 n. V. | Reinickendorfer Füchse (OL)  |

#### Wiederholungsspiele
| Datum                 |                             | Ergebnis |                        |
| --------------------- | --------------------------- | -------- | ---------------------- |
| Mi 0.6.05., 18:00 Uhr | Spandauer SV (OL)           | 2:1      | SC Westend 1901 (OL)   |
| Mi 0.6.05., 18:00 Uhr | Reinickendorfer Füchse (OL) | 5:1      | SC Charlottenburg (LL) |

### Halbfinale
Am Halbfinale nahmen die vier Sieger aus dem Viertelfinale teil.
Die Auslosung wurde am 5. Mai 1981 vorgenommen.
| Datum                 |                             | Ergebnis |                   |
| --------------------- | --------------------------- | -------- | ----------------- |
| Mi .13.05., 18:00 Uhr | BFC Preussen (OL)           | 3:1      | SC Gatow (OL)     |
| Mi .13.05., 18:00 Uhr | Reinickendorfer Füchse (OL) | 2:1      | Spandauer SV (OL) |

### Finale
| Reinickendorfer Füchse                                | Reinickendorfer Füchse | BFC Preussen | BFC Preussen |
| ----------------------------------------------------- | --- | --- | ------------ |
| Reinickendorfer Füchse                                | \| Montag, 8. Juni 1981 in West-Berlin (Katzbachstadion) \| \| Ergebnis: 1:2 (1:1) \| \| Zuschauer: 1.300 \| \| Schiedsrichter: Bernd Ruppelt \|                                                                                              | \| Montag, 8. Juni 1981 in West-Berlin (Katzbachstadion) \| \| Ergebnis: 1:2 (1:1) \| \| Zuschauer: 1.300 \| \| Schiedsrichter: Bernd Ruppelt \| | BFC Preussen |
| Reinickendorfer Füchse                                | Lutz Schultz – Peter Aping – Wolfgang Venz, Peter Schultz (81. Jörg Schepers), Michael Schmalz – Bernd Frati, Michael Gusko, Serdar Ekinci, Ronald Beyer – Frank Dietrich, Dimce Cilakov (79. Karl-Heinz Tismer) Cheftrainer: Gerd Achterberg | Michael Redmann – Jörg Herrmann – Andreas Stein , Bernd Fetkenheuer, Christian Hoppe – Erwin Borchardt, Gerald Scheunemann (61. Manfred Gajewski), Michael Zimmer, Rainer Liedtke – Michael Fiedler (61. Lutz Vogel), Michael Ziegler Cheftrainer: Wolfgang Przesdzing | BFC Preussen |
| Reinickendorfer Füchse                                | 1:0 Michael Gusko (11.) | 1:1 Michael Zimmer (34.) 1:2 Michael Ziegler (81.) | BFC Preussen |
| Reinickendorfer Füchse                                | Michael Gusko | Andreas Stein | BFC Preussen |
| Reinickendorfer Füchse                                | Wolfgang Venz (45.) nach Tätlichkeit an Christian Hoppe. | | BFC Preussen |
| Montag, 8. Juni 1981 in West-Berlin (Katzbachstadion) | | |              |
| Ergebnis: 1:2 (1:1)                                   | | |              |
| Zuschauer: 1.300                                      | | |              |
| Schiedsrichter: Bernd Ruppelt                         | | |              |

## Die Landespokalvertreter im DFB-Pokal 1981/82
| Datum                      |                      | Ergebnis |                              | Runde         |
| -------------------------- | -------------------- | -------- | ---------------------------- | ------------- |
| Sa., 29.08.1981, 15:00 Uhr | BFC Preussen (III)   | 2:0      | Schwarz-Weiß Essen (III)     | 1. Hauptrunde |
| Sa., 29.08.1981, 16:00 Uhr | Offenburger FV (III) | 3:0      | Reinickendorfer Füchse (III) | 1. Hauptrunde |
| Sa., 10.10.1981, 15:00 Uhr | VfB Eppingen (III)   | 2:0      | BFC Preussen (III)           | 2. Hauptrunde |